# Nitella
Nitella es un género de algas perteneciente a la familia Characeae.

## Especies
Algunas especies del género:
- Nitella acuminata A. Braun ex Wallman
- Nitella annandalei B.P. Pal
- Nitella australiensis (F.M. Bailey) J.C. van Raam
- Nitella axillaris A. Braun
- Nitella axilliformis Imahori
- Nitella capillaris f. elongata A. Braun
- Nitella comptonii J. Groves
- Nitella cristata A. Braun
- Nitella diffusa A. Braun
- Nitella flexilis (Linnaeus) C. Agardh
- Nitella furcata (Roxburgh ex Bruzelius) C. Agardh
- Nitella gelatinifera var. gelatinifera R.D. Wood
- Nitella gelatinosa var. opaca A. Braun
- Nitella gloeostachys var. major A. Braun & Nordstedt
- Nitella gracilens Morioka
- Nitella gracilis f. pseudoborealis Teodoresco
- Nitella gracillima T.F. Allen
- Nitella haagenii J.C. van Raam
- Nitella heterophylla A. Braun
- Nitella hookeri var. arthroglochin Nordstedt
- Nitella horikawae Imahori
- Nitella hyalina (De Candolle) C. Agardh
- Nitella ignescens García
- Nitella imahorii R.D. Wood
- Nitella imperialis (Allen) Sakayama
- Nitella inversa Imahori
- Nitella leonhardii R.D. Wood
- Nitella leptoclada A. Braun
- Nitella leptostachys A. Braun
- Nitella megaspora (J. Groves) H. Sakayama
- Nitella mirabilis Nordstedt ex J. Groves
- Nitella moniliformis Zaneveld
- Nitella monopodiata J.C. van Raam
- Nitella moriokae R.D. Wood
- Nitella morongii T.F. Allen
- Nitella mucronata f. heteromorpha A. Braun
- Nitella myriotricha A. Braun
- Nitella myriotrichia subsp. acuminata D. Subramanian
- Nitella oligospira A. Braun
- Nitella ornithopoda A. Braun
- Nitella penicillata A. Braun
- Nitella polycarpa f. gujaratensis A.K. Jawale & R.J. Patel
- Nitella polycephala Kützing
- Nitella praelonga A. Braun
- Nitella pseudoflabellata A. Braun
- Nitella pulchella Allen
- Nitella sonderi A. Braun
- Nitella spanioclema J. Groves & Bullock-Webster ex Bullock-Webster
- Nitella spiciformis Morioka
- Nitella stuartii A. Braun
- Nitella subtilissima A. Braun
- Nitella syncarpa var. capitata (Nees von Esenbeck) Kützing
- Nitella tasmanica subsp. gelatinifera f. microcephala R.D. Wood
- Nitella tenuissima (Desvaux) Kützing
- Nitella terrestris var. minor Chacko
- Nitella translucens (Persoon) C. Agardh
- Nitella tricellularis (Nordst.) Nordst. in T.F.Allen, em. R.D. Wood
- Nitella tumida Nordstedt
- Nitella tumulosa Zaneveld
- Nitella ungula García
- Nitella verticillata var. kodaikanalensis D. Subramanian
- Nitella vieillardii (A.Braun) Sakayama
- Nitella wahlbergiana Wallman
- Nitella woodii Hotchkiss & Imahori